# Circuit de Brands Hatch
Pour les articles homonymes, voir Brands et Hatch.
Brands Hatch est un circuit automobile anglais situé à Fawkham, village intégré à la ville de Longfield, au sud-est de Londres dans le Kent. Le Grand Prix de Grande-Bretagne de Formule 1 s'y est couru à 12 reprises entre 1964 et 1986, et les 1 000 kilomètres de Brands Hatch entre 1966 et 1988. Il a été également le cadre du Grand Prix d'Europe 1983.
Le site a aussi été utilisé pour les épreuves de cyclisme sur route lors des Jeux paralympiques d'été de 2012.
On pense que le nom du circuit vient du gaélique « Brondehach », formé à partir de « bron », un terme  signifiant « pente boisée », et du mot « hach » qui veut dire « entrée de la forêt ».

## Configurations

1950–1953
1954–1959
1960–1975
1976–1987
1988–1998
1999–2002
2003–présent

## Jeux vidéo
Le circuit est disponible dans le jeu 3D Grand Prix sorti en 1984.
Le circuit est jouable dans quelques jeux vidéo de course, entre autres Brands Hatch Indy dans Toca Touring Car Championship sur PlayStation, dans Gran Turismo 6 sur PlayStation 3, dans Forza Motorsport 7 sur PC et Xbox One ou dans Real Racing 3 sur iOS et Android. Il est également disponible sur le jeu Project CARS et Project CARS 2 sur PlayStation 4, Xbox One et PC. Il est aussi présent dans le mode Classic du jeu F1 2013 et Assetto Corsa. Le circuit est également présent dans ses deux versions dans Gran Turismo Sport sur PlayStation 4 et Gran Turismo 7 sur PlayStation 5.

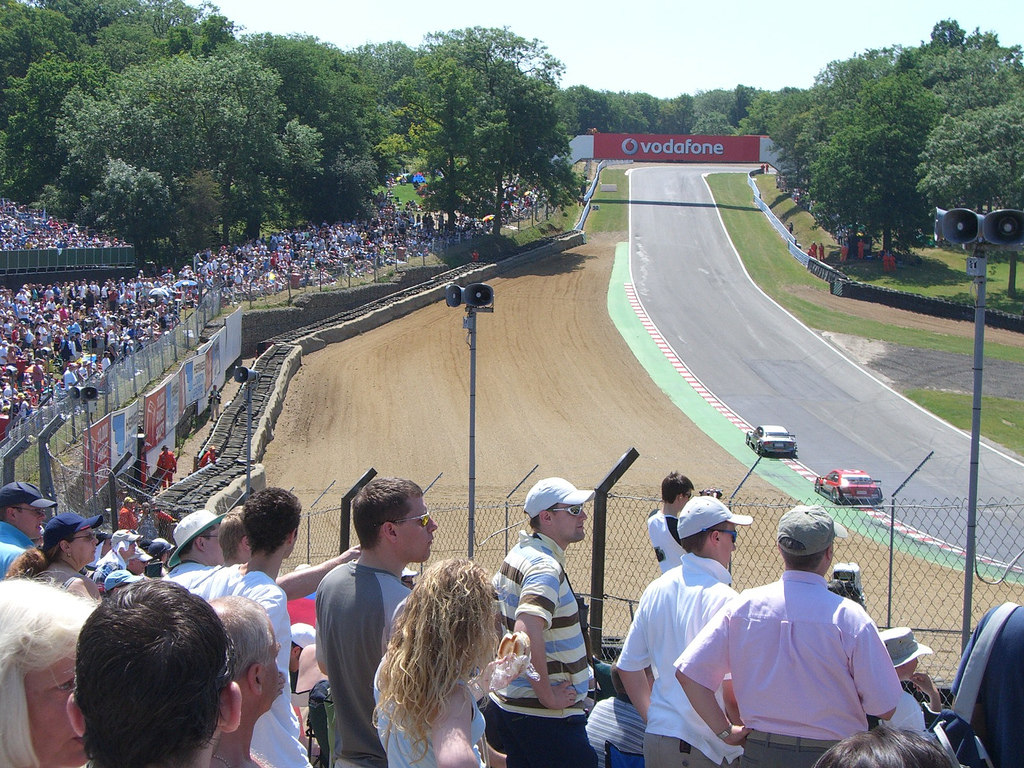
Vue de Paddock Hill Bend à Brands Hatch

## Accidents mortels
| Nom                     | Date              | Qualité              | Compétition                                                                 |
| ----------------------- | ----------------- | -------------------- | --------------------------------------------------------------------------- |
| Harry Parker            | 21 octobre 1951   | Pilote               | Mechanics Race                                                              |
| Max Klein               | 10 octobre 1955   | Pilote               | Brands Hatch Sporting Record Trophy                                         |
| Ian Dudley              | 23 mai 1956       | Pilote               | British Racing and Sports Car Club (BRSCC) Autosport Formula 3 Championship |
| Stanley Marks           | 22 avril 1957     | Pilote               | British Racing and Sports Car Club (BRSCC) Autosport Formula 3 Championship |
| David Dunnage           | 7 avril 1958      | Pilote               | Formule 3                                                                   |
| Peter Michell           | 5 octobre 1958    | Pilote               | Brands Hatch World Sports Trophy - Junior Formula 3                         |
| Rob Vincent             | 23 mai 1959       | Pilote               | Essais privés (Berkeley SE328)                                              |
| Norman Glanville Parker | 2 juillet 1960    | Pilote               | Essais privés (Austin-Healey Sprite)                                        |
| Shane Summers           | 1er juin 1961     | Pilote               | VI Silver City Trophy (Cooper T53)                                          |
| Nicholas Fletcher       | 17 novembre 1962  | Pilote               | Essais privés                                                               |
| Chris Airey             | 19 mai 1963       | Pilote               | Molyslip Saloon Car Championship (Austin A40)                               |
| George Crossman         | 26 décembre 1965  | Pilote               | Lombank Trophy (Cooper T76)                                                 |
| Tony Flory              | 7 mai 1966        | Pilote               | 500 Miles de Brands Hatch (Shelby Cobra 289 Roadster CSX)                   |
| Stuart Duncan           | 3 juillet 1966    | Pilote               | Voitures de tourisme (Morris Mini Minor 850)                                |
| John Bending            | 18 août 1968      | Pilote               | Amasco Prod Sports Championship (MG Midget)                                 |
| David Lawrence          | 24 octobre 1968   | Pilote               | ?                                                                           |
| Jim Merrick             | 1er novembre 1970 | Pilote               | Clubman Race Series (Mini 1000)                                             |
| Joseph Siffert          | 24 octobre 1971   | Pilote               | Rothmans Victory Race (BRM P160)                                            |
| Mike Gassler            | 27 mai 1975       | Commissaire de piste | Clubman Race Series                                                         |
| Michael Giddings        | 26 décembre 1976  | Pilote               | Formule Ford                                                                |
| Brian McGuire           | 29 août 1977      | Pilote               | Shellsport International Championship (McGuire BM1)                         |
| John Thorpe             | 29 août 1977      | Commissaire de piste | Shellsport International Championship                                       |
| Martin Raymond          | 16 mars 1980      | Pilote               | Daily Mail Brands Hatch 6 Hours (Chevron B36)                               |
| Stephen Langton         | 6 octobre 1985    | Pilote               | Course support du Grand Prix automobile d'Europe 1985 (Connaught B)         |
| ?                       | 26 octobre 1985   | Commissaire de piste | Formula Ford World Cup and Festival                                         |
| Gordon Ellinor          | 1er août 1993     | Pilote               | Karting                                                                     |
| Kenton Owen             | 1er août 1993     | Pilote               | Karting                                                                     |
| Peter Dearden           | 10 avril 2005     | Pilote               | British Superkart Association National Championship                         |
| Craig Jones             | 3 août 2008       | Pilote               | Championnat du monde de Superbike 2008                                      |
| Henry Surtees           | 19 juillet 2009   | Pilote               | FIA Formula 2 Championship (Williams JPH1)                                  |
| Fran Fletcher           | 7 octobre 2017    | Pilote               | Classic Racing Motorcycle Club                                              |